# Ilex paraguariensis
Espèce
Classification phylogénétique
Statut de conservation UICN

 NT  : Quasi menacé
La yerba mate (Ilex paraguariensis), parfois appelée « thé du Paraguay » ou « thé des jésuites », en guarani ka’a, est une espèce sud-américaine du genre Ilex comme le houx commun (Ilex aquifolium), et de la famille des Aquifoliaceae. Ses feuilles, torréfiées, pulvérisées et infusées dans l'eau chaude, permettent de produire le maté, une boisson stimulante riche en caféine, aux effets semblables à ceux du café ou du thé. Si cette boisson est préparée avec de l'eau froide, additionnée de plantes médicinales, elle est appelée tereré.
La yerba mate est cultivée principalement au Paraguay, dans le sud du Brésil, et dans l'extrême Nord-Est de l'Argentine. Les Guaranis sont réputés comme étant les premiers à l'avoir cultivée et ensuite grâce aux missionnaires jésuites ainsi qu'au biologiste Aimé Bonpland après avoir réussi à comprendre la germination, la culture et l'usage se répandent dans les régions voisines d'Amérique du Sud.
C'est pourtant une espèce quasi-menacée à l'état sauvage, notamment à cause de la déforestation.

## Description

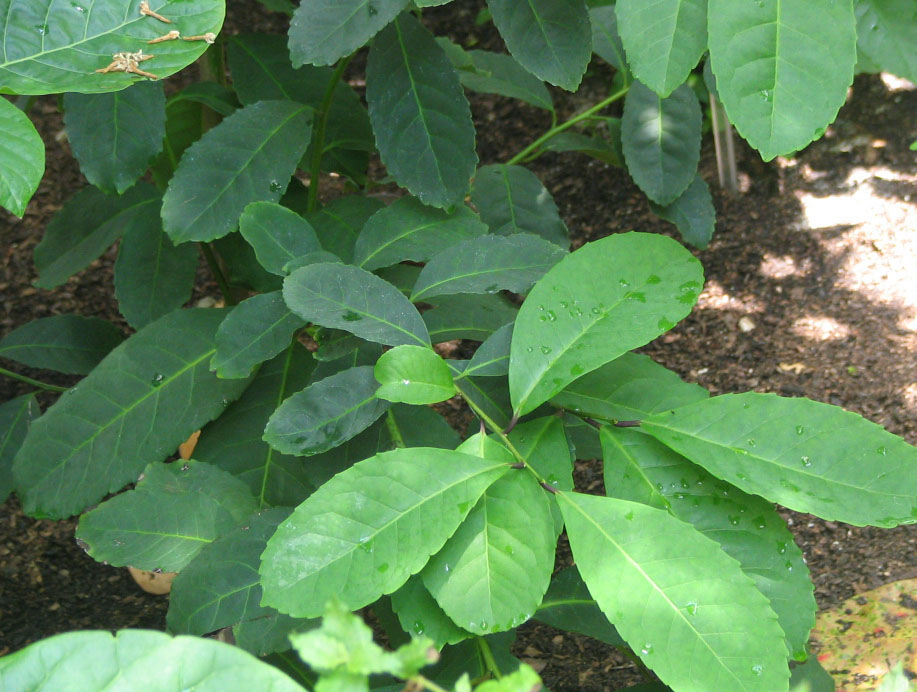
Feuillage du maté.

La yerba mate est un arbre à feuilles persistantes, qui pousse naturellement aux bords des ruisseaux, dans les forêts montagneuses entre 500 m et 700 m d'altitude. À l'état naturel, l'arbre peut atteindre 20 mètres de hauteur. Mais en culture, il est taillé de telle sorte qu'il ne dépasse pas quatre à huit mètres. C'est une espèce hermaphrodite à fleurs insignifiantes, à verticilles de quatre pièces, blanches, à l'aisselle des feuilles. Ses fruits sont d'un rouge pourpre et mesurent de 5 à 7 mm.

## Utilisation
Les premières utilisations se font en mâchant les feuilles directement. Son infusion n'est que postérieure.
« Les  branches sont cueillies quand les fruits sont murs. Elles sont grillées sur un feu jusqu’à ce qu’il se forme des boursouflures. Les feuilles sont alors séparées et étendues au-dessus d’un petit feu de bois pendant une durée de 24 à 36 h. Elles sont finalement émiettées et ensachées pour être prises en infusion, à l'instar du thé en sachet. »
Le maté a une odeur légèrement aromatique et une saveur aromatique et amère, un peu astringente qui rappelle la fumée. Il est généralement consommé sous forme d'infusion en utilisant de 2  à   3 g d'I. paraguariensis pour une tasse d'eau chaude, non bouillante.
Il se consomme également froid.

## Propriétés
Les feuilles de yerba mate contiennent des traces de théophylline, de 0,1 à 0,5 % de théobromine et de 0,3 à 2,4 % de caféine. Préparées en infusion, elles ont des vertus médicinales. Elles servent de tonique nerveux et musculaire, de stimulant pour les fonctions digestives et de diurétique.
La yerba mate contient aussi une grande quantité d'antioxydants, surtout des polyphénols et une consommation d'environ quatre tasses par jour peut réduire le taux de cholestérol.
Une étude réalisée en 2020 montre que la yerba mate, si elle n'est pas consommée trop chaude, peut avoir des effets bénéfiques sur les cellules du foie, sur le système nerveux central et procure un effet anti-inflammatoire.

## Dérivés
Le SuperMaté une boisson naturelle suisse légèrement pétillante et sans arômes artificiels faite à base d'une infusion à froid de thé yerba mate.